# Za Drutami
„Za Drutami” („Zadrucie”) – czasopismo ukazujące się w czasie II wojny światowej w Oflagu II B Arnswalde, a następnie Oflagu II D Gross-Born.
W Oflagu II B pismo ukazywało się do 1941 pod tytułem „Za Drutami”, osiągając liczbę 1000 egzemplarzy. Publikowali w nim tacy pisarze, jak Leon Kruczkowski, Feliks Przyłubski, Andrzej Nowicki. Po likwidacji „Za Drutami” w 1941 jego kontynuację stanowiło pismo „Zadrucie”, wydawane w Oflagu II D. Zamieszczało ono materiały literackie, zwłaszcza wiersze, a także fragmenty Kamieni na szaniec Aleksandra Kamińskiego i Dywizjonu 303 Arkadego Fiedlera.